# 武蔵野市立境南小学校
武蔵野市立境南小学校（むさしのしりつ きょうなんしょうがっこう）は、東京都武蔵野市にある公立小学校である。
設立理由は、児童が線路を渡って遠方の小学校へ通学することが危険であったためである。設立された当時は武蔵野市立第二小学校と関東高等学校（現在の聖徳学園中学校・高等学校）の教室を借用していた。
学級は、14の普通学級と、けやき学級（心身障害学級）、武蔵野赤十字病院にある、いとすぎ学級（病弱学級）の計16学級がある。
校歌の題名は「光をあびて」（作詞: 吉田武義、作曲: 岩代浩一）。

## 概要
- 学級数 - 16学級（1 - 6年・けやき学級・いとすぎ学級）
- 学校長 - 18代校長 杉谷努
- 児童数 - 平成24年度で507人

## 教育目標
「よく考える子」「進んで取り組む子」「やさしい子」「元気な子」

## 沿革
- 1951年3月1日 - 境南小学校設立
- 1954年5月24日 - 第二校舎落成
- 1975年5月6日 - 東校舎落成（鉄筋コンクリート）
- 1976年4月7日 - いとすぎ学級設立
- 1977年12月21日 - 西校舎落成
- 1983年10月3日 - けやき学級設立
- 1994年9月20日 - 東校舎内装工事完了
- 2003年4月23日 - 読書活動優秀実践校として文部科学大臣表彰を受賞

## 歴代校長
1. 船越賢次郎
2. 田野倉正道
3. 高木義武
4. 内田清吉
5. 渡辺実就
6. 佐藤茂就
7. 中山博士
8. 三枝美朗
9. 皆川利一
10. 斎藤吉衛
11. 高松和彦
12. 吉田英也
13. 白井龍男
14. 小山田穣
15. 米山俊三
16. 藤橋義之
17. 宮崎倉太郎
18. 杉谷努

## 交通アクセス
- 武蔵境駅南口より徒歩7分

## 近隣
- 聖徳学園中学校・高等学校
- イトーヨーカドー武蔵境店
- 武蔵野赤十字病院
- 日本赤十字看護大学
- 日本獣医生命科学大学
- 聖徳幼稚園
- 武蔵野プレイス